# Crophius albidus
Crophius albidus är en insektsart som beskrevs av Barber 1938. Crophius albidus ingår i släktet Crophius och familjen Oxycarenidae. Inga underarter finns listade i Catalogue of Life.